# TVP Kultura
TVP Kultura ist ein polnischer Kulturfernsehsender des öffentlich-rechtlichen Fernsehens TVP. Der Sender startete am 24. April 2005 und widmet sich den Themen Kunst und Kultur. TVP Kultura ist der erste Themenkanal der TVP nach dem eingestellten Sender Tylko Muzyka und sendet täglich einen Themenabend, darunter zu den Themen Kino und Musik.
Seit 2005 werden auch Theaterstücke aus polnischen Theatern übertragen, zum Beispiel aus dem Teatr Ósmego Dnia (Posen), dem Teatr Rozmaitości (Warschau), dem Polnischen Theater Breslau und dem Teatr Wybrzeże (Danzig).
Im September 2006 gewann TVP Kultura einen Hot Bird TV Award in der Kategorie Kultur und Bildung.
Der Sender ist über die digitalen polnischen Pay-TV-Plattformen nc+ und Cyfrowy Polsat sowie über Kabel und unverschlüsselt über Hot Bird und Eutelsat W3A empfangbar. Ende 2014 wurde die Ausstrahlung über Astra eingestellt.

## Direktoren
- Gründungsdirektoren: Jacek Weksler gemeinsam mit Jerzy Kapuściński
- 2006 bis April 2011: Krzysztof Koehler
- 2011 bis 2015: Katarzyna Janowska